# Luciano Narsingh
Luciano Narsingh, född 13 september 1990 i Amsterdam, är en nederländsk fotbollsspelare. Han har representerat Nederländernas herrlandslag.

## Karriär
Den 5 juli 2019 värvades Narsingh av Feyenoord, där han skrev på ett tvåårskontrakt. Den 22 januari 2021 lånades Narsingh ut till Twente på ett låneavtal över resten av säsongen 2020/2021.
Den 11 februari 2022 gick Narsingh på fri transfer till Sydney FC, där han skrev på ett kontrakt över resten av säsongen 2021/2022.